# Sapang Dalaga
Sapang Dalaga, es un municipio filipino de quinta categoría, situado al norte de la isla de Mindanao. Forma parte de la provincia de Misamis Occidental situada en la Región Administrativa de Mindanao del Norte en cebuano Amihanang Mindanaw, también denominada Región X. 
Para las elecciones está encuadrado en el primer distrito electoral.

## Barrios
El municipio  de Sapang Dalaga se divide, a los efectos administrativos, en 28 barangayes o barrios, conforme a la siguiente relación:
| - Bautista - Bitibut - Boundary - Caluya - Capundag - Casul - Dasa | - Dioyo - Guinabot - Libertad - Locus - Manla - Masubong - Agapito Yap, Sr. (Napilan) | - Población - Salimpuno - San Agustín - Sinaad - Sipac - Sixto Vélez, Sr. - Bautista Alto | - Ventura - Medallo - Dalumpinas - Disoy - El Paraiso - Macabibo - Sapang Ama |  |

## Historia

### Influencia española
La provincia de Misamis, creada en 1818, formaba parte de la Capitanía General de Filipinas (1520-1898). Estaba dividida en cuatro partidos.
El Partido de Misamis comprendía los fuertes de Misamis y de Iligán además de Luculán e Initao.

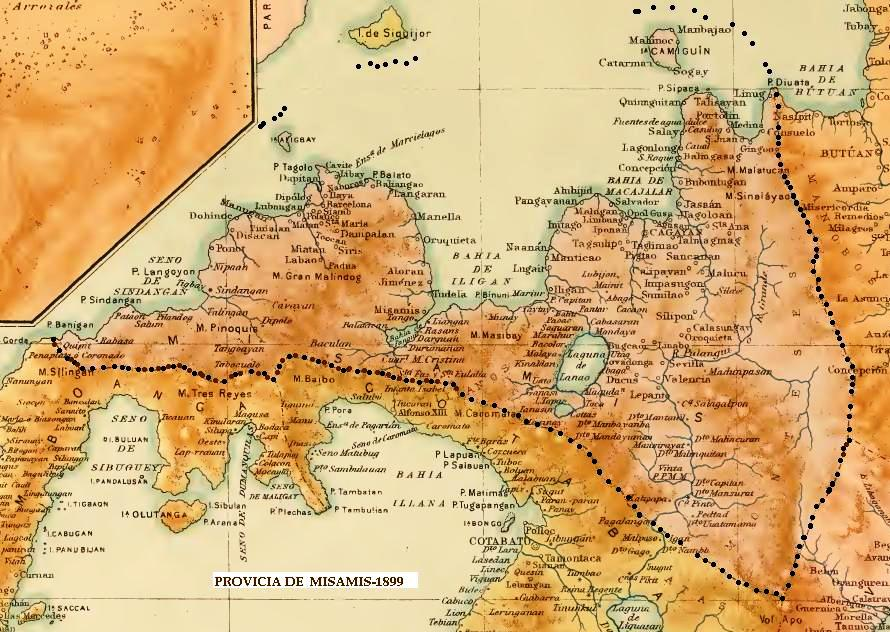
El distrito 2.º de Misamis en 1899.

A principios del siglo XX la isla de Mindanao se hallaba dividida en siete distritos o provincias, uno de los cuales era el distrito 2.º de Misamis, su capital era la villa de Cagayán de Misamis y del mismo dependía la comandancia de Dapitan.
Uno de sus pueblos era Langarán que entonces contaba con una población de 12.219 almas, 11.310  según Govantes, con su visita de Baliangao.

### Ocupación estadounidense
La provincia fue establecida el 15 de mayo de 1901.
Baliangao es uno de los municipios que figuran en la División Administrativa de Filipinas de 1916y también en el plano del censo de 1918.
El 2 de noviembre de 1929, durante la ocupación estadounidense de Filipinas, la  Misamis fue dividida en dos provincias: Misamis Oriental y Misamis Occidental.
Misamis Occidental comprende nueve municipios: Baliangao, López Jaena, Tudela, Clarín, Plaridel, Oroquieta, Alorán, Jiménez y Misamis.

### Independencia
El 12 de agosto de 1957 fue creado el municipio de Sapang Dalaga, formado por los barrios de Sapang Dalaga, Casul, Caluya, Guinabut, Bautista, y Sina-ad, todos hasta ahora pertenecientes al municipio de Baliangao.